# John Edelsten
Sir John Hereward Edelsten (12 maggio 1891 – 10 febbraio 1966) è stato un ammiraglio inglese.

## Carriera
Edelsten si unì alla Royal Navy nel 1908. Ha servito nella prima guerra mondiale e poi è diventato vice direttore dei Plans nel 1938.
Ha servito nella seconda guerra mondiale, inizialmente in qualità di Senior ufficiale di marina durante le operazioni contro la Somalia italiana, prima di diventare capo di stato maggiore della Mediterranean Fleet nel 1941. Divenne assistente di Capo di Stato Maggiore della Marina nel 1942 e Contrammiraglio della British Pacific Fleet nel 1945.
Dopo la guerra ha comandato la 1st Battle Squadron e poi del 4th Cruiser Squadron prima di diventare Vice Capo di Stato Maggiore della Marina nel 1947. Divenne il Comandante in Capo della Mediterranean Fleet (1950-1952). Il suo ultimo incarico come Comandante in Capo, Portsmouth e Comandante in Capo, della flotta della NATO, nel 1952; si ritirò nel 1954.
È stato anche primo e principale aiutante di campo navale della regina (1953-1954).